# Аневризмы сосудов головного мозга
Аневризма сосуда головного мозга, церебральная аневризма или интракраниальная аневризма — это патологическое местное расширение просвета артерии головного мозга.
Следствием разрыва аневризмы является субарахноидальное или внутримозговое кровоизлияние (геморрагический инсульт), которое может привести к смерти либо к неврологическим расстройствам различной степени тяжести, связанным с повреждением тканей головного мозга.
Самым эффективным способом лечения является ранняя диагностика и «выключение» аневризмы из кровотока посредством клипирования или эндоваскулярной окклюзии до того, как произойдёт разрыв.

## История
Считается, что впервые артериальная аневризма сосудов головного мозга была обнаружена Морганьи (G. Morgagni) более 200 лет назад (1761), однако лишь после введения в клиническую практику церебральной ангиографии [Мониш (E. Moniz), 1927] это заболевание сосудов мозга было хорошо изучено и его стали прижизненно диагностировать. В сороковых годах XX века были предприняты попытки хирургического лечения артериальных аневризм сосудов головного мозга [Дотт (N. M. Dott), 1933; Теннис (W. Tonnis), 1936; Денди (W. Е. Dandy), 1944 и другие].
При патологоанатомическом исследовании трупов людей, умерших от разных причин, артериальные аневризмы сосудов головного мозга обнаруживают в 1—5 % случаев. Однако далеко не все аневризмы сосудов головного мозга вызывают те или иные клинические явления. Наиболее частое и опасное проявление артериальных аневризм сосудов головного мозга — это возникающие при их разрыве интракраниальные кровоизлияния. По данным Пакаринена (S. Pakarinen, 1967), подобное кровоизлияние имеет место приблизительно у одного на 10000 населения.
Причина образования артериальных аневризм сосудов головного мозга до сих пор еще точно не известна. Возникновение большинства аневризм связано с врожденной неполноценностью сосудистой стенки. Факторами, способствующими образованию аневризм, могут быть атеросклеротические изменения сосудов, гипертоническая болезнь и некоторые другие патологические процессы. Небольшую обособленную группу артериальных аневризм сосудов головного мозга составляют так называемые микотические аневризмы, возникающие в результате попадания инфицированных эмболов в сосуды мозга и гнойного расплавления сосудистой стенки.

## Строение аневризмы
В строении аневризмы выделяют шейку, купол, тело. Шейка имеет трехслойное строение сосудистой стенки, поэтому является самой прочной частью аневризмы. Купол же имеет только один слой соединительной ткани, поэтому стенка аневризмы здесь наиболее тонкая и больше подвержена разрыву.
Подавляющее большинство артериальных аневризм располагается на артериях основания мозга (рис. 3). Так, по данным исследования интракраниальных аневризм и субарахноидальных кровоизлиянии, проведенного американскими и английскими учеными (1966), из 2672 артериальных аневризм сосудов головного мозга аневризмы интракраниальной части внутренней сонной артерии составили более 40 % , причем 25 % из них располагалось в месте отхождения задней соединительной артерии. 28 % пришлось на область передней соединительной артерии. Третья по частоте локализация артериальных аневризм сосудов головного мозга — средняя мозговая артерия (около 20 %), 5,5 % аневризм располагается в позвоночной и основной артериях (так называемой вертебро-базилярной системе). В остальных крайне редких случаях встречаются аневризмы в экстракраниальной части внутренней сонной артерии, мозолистой артерии и прочее. Приблизительно в 20 % случаев артериальные аневризмы бывают множественными.

### Лечение
Соблюдение постельного режима. Коагулянтная и гипотензивная терапия малоэффективны и существенно не влияют на прогноз заболевания. Однако в острой стадии разрыва аневризмы применение таких средств, как эпсилонаминокапроновая кислота, подавляющая фибринолитическую активность крови, уменьшает опасность повторных кровоизлияний. Поэтому проведение коагулянтной терапии при разрыве аневризмы безусловно показано, независимо от того, будет предпринято хирургическое лечение или нет. Использование этих препаратов позволяет в ряде случаев отложить на некоторое время хирургическое вмешательство и проводить его в более благоприятных условиях. В острой стадии кровоизлияния для снижения внутричерепного давления и уменьшения сильных головных болей применяют повторные люмбальные пункции.
Единственным радикальным методом лечения артериальных аневризм является хирургическое вмешательство, основная цель которого предупредить повторные кровоизлияния из аневризмы. При гематомах, возникших в результате разрыва аневризмы, цель операции заключается также в удалении скопившейся крови и устранении сдавления мозга.
Для лечения артериальных аневризм применяются хирургические вмешательства двух видов: интракраниальное выключение аневризмы и перевязка сонной артерии на шее.

## Классификация
- По форме: мешотчатые, веретенообразные (фузиформные).
- По величине: миллиарные (диаметром до 3 мм), обычного размера (4-15 мм), большие (16-25 мм), гигантские (более 25 мм).
- По количеству камер в аневризме: однокамерные, многокамерные.
- По локализации: на передней мозговой — передней соединительной артериях (45 %), на внутренней сонной артерии (26 %), на средней мозговой артерии (25 %), на артериях вертебро-базилярной системы (4 %), множественные аневризмы — на двух и более артериях (15 %)[2].

### Диагноз
Возникновение спонтанного субарахноидального кровоизлияния (подтвержденного люмбальной пункцией), особенно у людей сравнительно молодого и среднего возраста, не страдающих системными сосудистыми заболеваниями, всегда является достаточным основанием для предположения разрыва артериальной аневризмы. Достоверность такого предположения увеличивается при повторных кровоизлияниях. В ряде случаев по сочетанию клиники субарахноидального кровоизлияния с очаговыми неврологическими симптомами можно предположить локализацию аневризмы в системе той или иной артерии мозга.
Окончательный диагноз ставится только на основании ангиографического исследования. Церебральная ангиография (см.) необходима также для решения вопроса о возможности хирургического лечения. При подозрении на разрыв артериальной аневризмы необходимо по возможности полное ангиографическое исследование с заполнением бассейнов внутренних сонных и позвоночных артерий. Такое исследование позволяет обнаружить множественные аневризмы и изучить особенности коллатерального кровообращения. Предпочтение следует отдать катетерпзационной методике, позволяющей за одно исследование всесторонне изучить сосуды различных сосудистых бассейнов головного мозга. Для исследования кровообращения внутренних сонных артерий с успехом может быть использована и пункционная ангиография. Для выявления артериальной аневризмы необходима серийная ангиография с наибольшим числом снимков в артериальной фазе (в течение первых одной-двух секунд). В отдельных случаях распознавание аневризм облегчается благодаря длительной задержке контрастного вещества в полости аневризмы. Ангиография позволяет также диагностировать сопутствующие разрыву аневризмы внутричерепные гематомы и выявить нарушения мозговой циркуляции, вызванные спазмом артерии.
В небольшом проценте случаев старые аневризмы с обызвествленными стенками могут быть распознаны при краниографическом исследовании, которое выявляет характерные кольцевидные петрификаты. Ценные данные о наличии внутримозговых гематом, сопутствующих разрыву аневризмы, могут быть получены с помощью эхоэнцефалографии.

## Симптомы[3]
- Тошнота;
- Слабость;
- Головокружение[4];
- Светобоязнь;
- Нарушение речевого аппарата;
- Ухудшение зрения;
- Слуховые нарушения;
- Онемение одной стороны тела, лица;
- Головные боли;
- Двоение в глазах.